# Dietrich Thomas

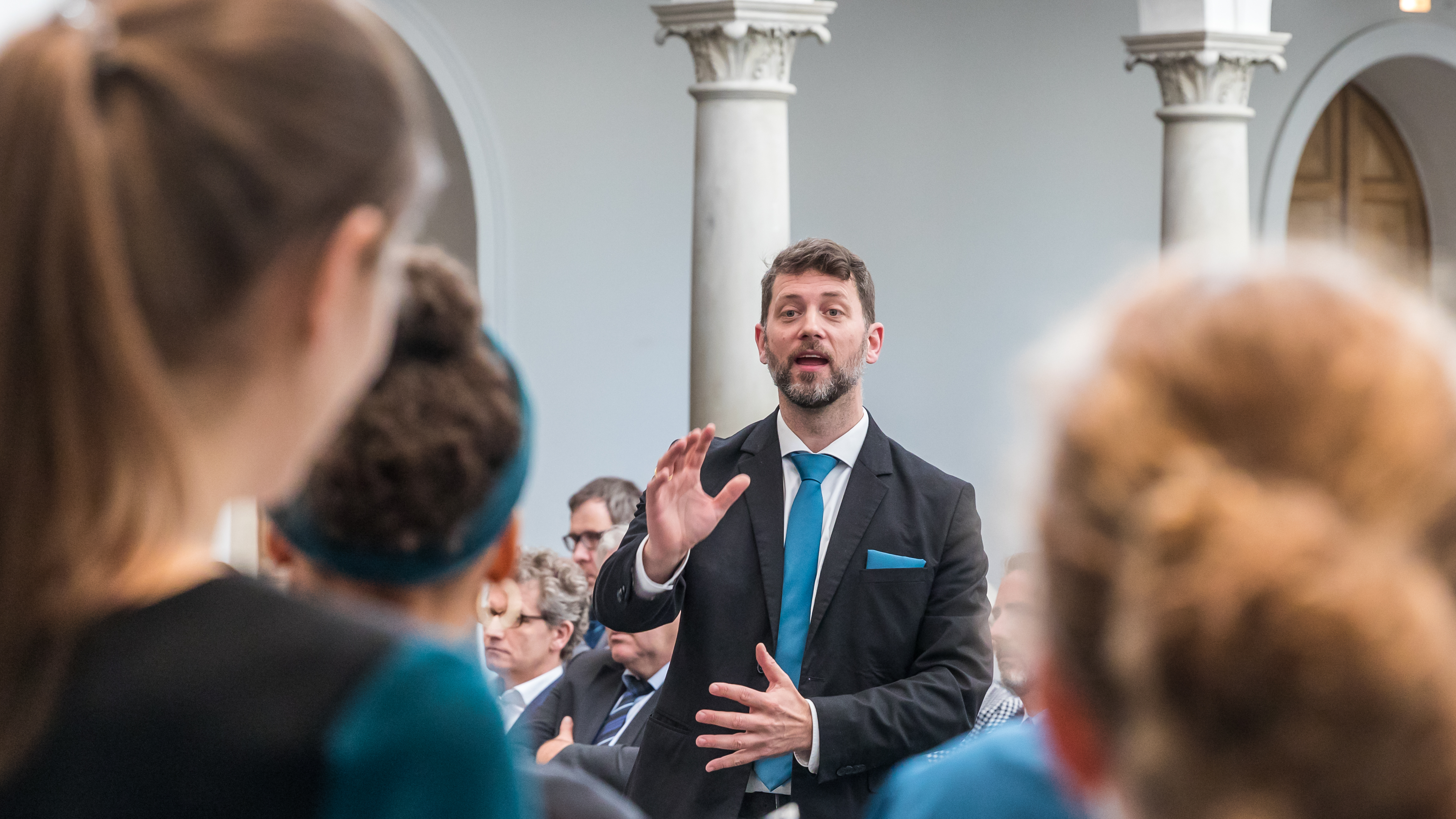
Dietrich Thomas dirigiert den Jazzchor der Universität zu Köln. 2019

Dietrich Thomas (* 1974 in Münster) ist ein deutscher Jazzpianist, Chorleiter und Pädagoge.
Dietrich Thomas studierte von 1993 bis 1998 Evangelische Kirchenmusik an der Musikhochschule Köln, wo er u. a. Schüler von Ilana Schapira (Klavier) und Margareta Hürholz war. Das Studium schloss er mit dem A-Examen ab. Nach einer Zeit als Kantor und Organist der Evangelischen Kirchengemeinde Rösrath studierte er von 2000 bis 2005 Schulmusik an der Musikhochschule Köln mit dem Hauptfach Jazzklavier (bei Hans Lüdemann) und daneben Germanistik und Pädagogik an den Universitäten Köln und Bonn. An der Universität zu Köln hatte er über mehrere Jahre einen Lehrauftrag für Chorleitung inne. Darüber hinaus war er Studienreferendar für Deutsch und Musik am Humboldt-Gymnasium Köln und unterrichtete von 2009 bis 2020 an der Otto-Kühne-Schule in Bonn. Thomas unterrichtet seit 2020 am Friedrich-Ebert-Gymnasium, ebenfalls in Bonn.
Seit 1999 ist Thomas als freier Musiker tätig. Er wirkte als Theater- und Bühnenmusiker u. a. an der Aufführung des Musicals Saturday Night Fever im Kölner Musical Dome (2000–01), des Schauspiels Der zerbrochne Krug von Kleist am Schauspielhaus Düsseldorf (2003–05) und des multimedialen Theaterstückes Das wunderbare Leben des Enzo Grillo von Isidoro Fernandez (als Live-Elektroniker, 2005) mit. Außerdem komponierte er seit 2005 mehrere Musiken zu Dokumentarfilmen und multimedialen Anwendungen.
Von 2000 bis 2003 war Thomas Mitglied der Kölsch-Rock-Gruppe Hätz (mit Hans Heres, Norbert Scholly, Daniel Speer, Heiko Glauch) und gehörte dem Ensemble der Chansonsängerin Margaux Kier (mit David Plate und Daniel Speer) an. Zwischen 2003 und 2005 arbeitete er mit dem Improvisationstheater Frizzles zusammen. Seit 2003 ist er neben Stefan Döring Mitglied des Verena Guido Trios.
2007 gründete Dietrich Thomas den Jazzchor der Universität zu Köln, mit dem er mehrere Preise bei Chorwettbewerben gewann, wie etwa einen zweiten Preis beim Deutschen Chorwettbewerb 2014 in Weimar und eine Goldmedaille bei den World Choir Games 2016 in Sochi, Russland. 2018 erreichte der Jazzchor der Universität zu Köln beim Deutschen Chorwettbewerb in Freiburg in der Kategorie G2 (Jazz- und Popchöre mit Trio-Begleitung), begleitet von Lars Duppler (p), Jens Düppe (dr) und Matthias Akeo Nowak (b), den ersten Platz.
Dietrich Thomas war viele Jahre als Repetitor, assistierender Chorleiter und Orchesterpianist an den jährlichen Produktionen der Cäcilia Wolkenburg beteiligt. Seit 2007 tritt er regelmäßig als Bühnenmusiker bei szenischen Lesungen mit dem Schauspielerehepaar Rudolf Kowalski und Eva Scheurer auf.

## Diskografie (Auswahl)
- Mama's Jazz Express: Uns geht's gut!, 1994[4]
- Ensemble Confettissimo: Von großen und von kleinen Tieren – Musik und Geschichten für Kinder, 2002[5]
- Margaux und die Banditen: Also habe ich jetzt zwei Herzen – Wiec teraz serca mam dwa, Deutsche und polnische Lieder, 2000[6]
- Denkmal für die ermordeten Juden Europas, DVD/DVD-ROM. Film und interaktiver ROM-Teil mit Yael Barolsky (Violine), Komposition und Sounddesign[7]
- Verena Guido Trio: Preisträgerkonzert zur Verleihung des Kabarettpreises "Die St. Ingberter Pfanne", 2003
- Hätz – Kölsche Rockmusik, 2003